# Mesta
För andra betydelser, se Mesta (olika betydelser).

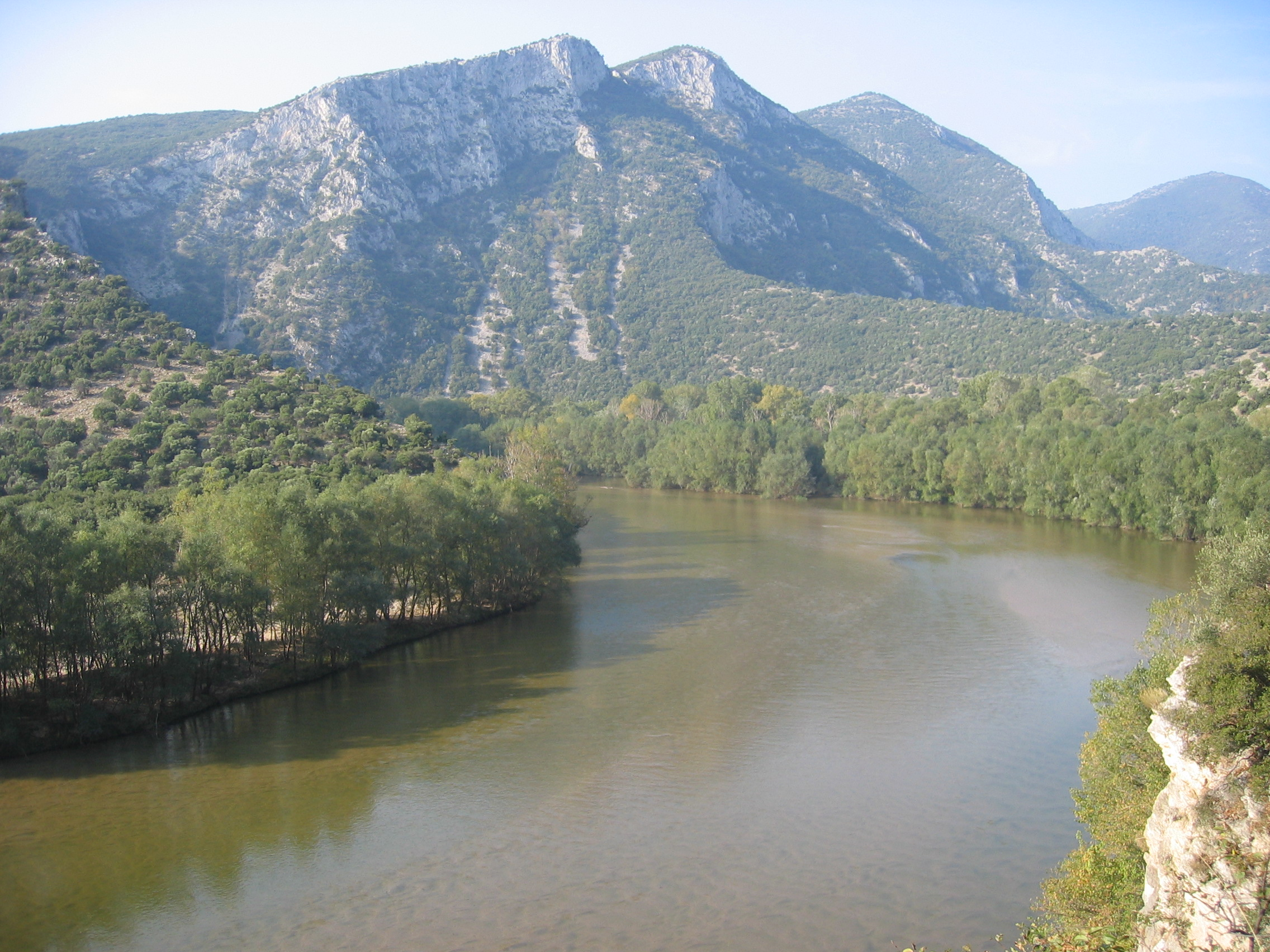
Mesta.

Mesta (kyrilliskt: Места), grekiskt namn Nestos (Νέστος) är en flod i Bulgarien och Grekland. Den rinner från Rilabergen ner till Thessalonikiviken i Egeiska havet nära ön Thassos. Floden är cirka 230 kilometer lång. Den bildar några bergsklyftor i Rila- och Pirinbergen. Dess längsta biflod är Dospat. Där floden möter havet bildar den ett delta. Flodbankarna är mestadels täckta av lövträd. 
Floden bildar gräns mellan de historiska regionerna Makedonien i väster och Thrakien i öster.